# Laura Comstock's Bag-Punching Dog
Laura Comstock's Bag-Punching Dog je americký němý film z roku 1901. Režisérem je Edwin S. Porter (1870–1941). Film trvá zhruba jednu minutu a premiéru měl 27. dubna 1901.

## Děj
Film zachycuje psa (německého boxera) estrádní hvězdy Laury Comstock jménem Mannie, který byl vycvičen k zvládání různých triků, jak se vrhá na boxovací pytel.